# Einar Snitt
Fredrik Einar Snitt, född 13 oktober 1905, död 2 januari 1973, var en svensk fotbollsspelare (mittfältare) som var uttagen som reserv i den svenska truppen till OS 1936. I turneringen fick han dock ingen speltid när Sverige åkte på ett av svensk fotbolls största bakslag i och med den oväntade 3-2-förlusten mot Japan. Resultatet innebar att OS var över för Sveriges del – efter endast en spelad match.
Snitt, som under sin klubbkarriär tillhörde Sandvikens IF, spelade under åren 1926-36 sammanlagt 17 landskamper (0 mål).

## Meriter

### I landslag
Sverige
- Uttagen till OS (1): 1936 (ingen speltid)
- 17 landskamper, 0 mål

### I klubblag
Sandvikens IF

### Individuellt
- Mottagare av Stora grabbars märke, 1931

### Webbsidor
- Profil på footballzz.com
- Lista på landskamper, svenskfotboll.se, läst 2013 02 20
- Dödsuppgifter på gravar.se